# نينا دياكونوفا
نينا ياكوفليفنا دياكونوفا (20 أكتوبر 1915 - 9 ديسمبر 2013) (بالروسية: Нина Яковлевна Дьяконова) هي باحثة روسية في الأدب الإنجليزي والأوروبي في القرن التاسع عشر.
تخرجت من جامعة لينينغراد الحكومية (حاليا جامعة سانت بطرسبرغ الحكومية) سنة 1937، حاصلة على دكتوراه في فقه اللغة، وكانت عضوا في مجلس إدارة جمعية بايرون الدولية، وفي هيئة تحرير سلسلة الكتب الأكاديمية الروسية (Literaturniye pamyatniki).